# Lendosphere
Lendosphere est une plateforme française de financement participatif consacrée aux installations d'énergie renouvelable et appartenant à la société du même nom.

## Activités
Lendosphere est l'intermédiaire pour des prêts de particuliers à des entreprises construisant des unités de production d'énergie renouvelable. Elle propose des taux entre 4 et 8 % et permet ainsi de mobiliser les citoyens autour de projets d'implantation parfois contestés,,. Elle se rémunère par une commission de 4 % sur les sommes empruntées.
Les entreprises partenaires sont de grande taille comme EDF Renouvelables ou plus petites comme Valorem et InnoVent. Lendosphere est la première plateforme à proposer une opération à taux bonifié pour les riverains du projet, en 2015 pour le parc éolien de Santerre.

## Histoire
Lendosphere est fondée en 2014 par Laure Verhaeghe et Amaury Blais. En 2016, à la suite des modifications réglementaires du financement participatif en France, elle demande le statut de CIP en sus du statut d'intermédiaire en financement participatif. Elle est agréée en 2017 à délivrer le label financement participatif pour la croissance verte. En 2018, elle s'associe à la plateforme toulousaine Wiseed pour faciliter les démarches des porteurs de projets.